# Быстрое (Крым)
Бы́строе (до 18 мая 1948 года Кабарта́; укр. Бистре, крымскотат. Qabarta, Къабарта) — исчезнувшее село в Бахчисарайском районе Республики Крым, располагавшееся на западном склоне Каралезской долины, в нижнем течении реки Быстрянка, левого притока Бельбека, примерно в полукилометре севернее современного села Красный Мак.

## История
Ко времени присоединения Крыма к Российской империи Кабарта пустовала — видимо, деревня была покинута жителями при массовой эмиграции крымских татар в Турцию в годы перед и после присоединения, так как в документах конца XVIII — начала XIX века встречается только как объект предоставления участка земли некоему Савойскому дворянину в 1795 году. На военно-топографической карте генерал-майора Мухина 1817 года обозначается как пустующая, на карте 1836 года в деревне 8 дворов, а на карте 1842 года — условным знком «менее 5 дворов» и отсутствует как в Ведомости о всех селениях, в Симферопольском уезде состоящих… 1805 года, так и в результатах VIII ревизии, опубликованных в «Списке населённых мест Таврической губернии по сведениям 1864 года», но на карте 1865 года в деревне обозначено 4 двора. На 1886 год в деревне, согласно справочнику «Волости и важнѣйшія селенія Европейской Россіи», проживало 20 человек в 5 домохозяйствах, действовала мечеть.
Не упомянута Кабарта в результатах Х ревизии 1887 года, собранных в «Памятной книге Таврической губернии 1889 года», но на подробной карте 1889 года записано 5 дворов с крымскотатарским населением.
После земской реформы 1890 года Кабарта территориально осталась в составе преобразованной Каралезской, но в Памятных книжках 1892 и 1900 года не деревня записана. По Статистическому справочнику Таврической губернии. Ч.II-я. Статистический очерк, выпуск шестой Симферопольский уезд, 1915 год, в Каралезской волости Симферопольского уезда числилось урочище Кабарта, без дворов и земли, к которому приписано пара десятков участков земли и садов.
После установления в Крыму Советской власти, по постановлению Крымревкома от 8 января 1921 года была упразднена волостная система и село вошло в состав Бахчисарайского района Симферопольского уезда (округа), а в 1922 году уезды получили название округов. 11 октября 1923 года, согласно постановлению ВЦИК, в административное деление Крымской АССР были внесены изменения, в результате которых был создан Бахчисарайский район и село включили в его состав. Согласно Списку населённых пунктов Крымской АССР по Всесоюзной переписи 17 декабря 1926 года, в селе Кабарты Биюк-Каралезского сельсовета Бахчисарайского района имелся 21 двор, из них 20 крестьянских, население составляло 80 человек (37 мужчин и 80 женщин). В национальном отношении учтено: 69 татар, 7 русских, 2 украинца и 1 грек, 1 записан в графе «прочие». В 1935 году был создан новый Фотисальский район, в том же году (по просьбе жителей), переименованный в Куйбышевский, которому переподчинили село. По данным всесоюзной переписи населения 1939 года в селе проживало 86 человек.
После освобождения Крыма согласно Постановлению ГКО № 5859 от 11 мая 1944 года состоялась депортация крымских татар. 12 августа 1944 года было принято постановление № ГОКО-6372с «О переселении колхозников в районы Крыма», по которому в район из сёл УССР планировалось переселить 9000 колхозников и в сентябре 1944 года в район приехали первые новоселы (2349 семей) из различных областей Украины, а в начале 1950-х годов, также с Украины, последовала вторая волна переселенцев. С 25 июня 1946 года Кабарта в составе Крымской области РСФСР. Согласно указу Президиума Верховного Совета РСФСР, 18 мая 1948 года Кабарта была переименована в Быструю. 26 апреля 1954 года Крымская область была передана из состава РСФСР в состав УССР. К 15 июня 1960 года село было упразднено, поскольку на эту дату уже не числилось в составе Красномакского сельсовета (согласно справочнику «Крымская область. Административно-территориальное деление на 1 января 1968 года» — с 1954 по 1968 годы).
Незначительная деревня была довольно широко известна в предвоенные и послевоенные годы, как начало маршрута к пещерным городам: Мангупу и Эски-Кермену.